# Ейтенз (Теннессі)
Ейтенз (англ. Athens) — місто (англ. city) в США, в окрузі Макмінн штату Теннессі. Населення — 14 084 особи (2020).

## Географія
Ейтенз розташований за координатами 35°27′9″ пн. ш. 84°36′14″ зх. д. / 35.45250° пн. ш. 84.60389° зх. д. (35.452422, -84.603856).  За даними Бюро перепису населення США в 2010 році місто мало площу 36,20 км², уся площа — суходіл. В 2017 році площа становила 40,23 км², уся площа — суходіл.

### Клімат
| Клімат : Ейтенз                                            | Клімат : Ейтенз | Клімат : Ейтенз | Клімат : Ейтенз | Клімат : Ейтенз | Клімат : Ейтенз | Клімат : Ейтенз | Клімат : Ейтенз | Клімат : Ейтенз | Клімат : Ейтенз | Клімат : Ейтенз | Клімат : Ейтенз | Клімат : Ейтенз | Клімат : Ейтенз |
| Показник                                                   | Січ.            | Лют.            | Бер.            | Квіт.           | Трав.           | Черв.           | Лип.            | Серп.           | Вер.            | Жовт.           | Лист.           | Груд.           | Рік             |
| Абсолютний максимум, °C                                    | 23,3            | 26,1            | 29,4            | 32,2            | 35,0            | 39,4            | 40,6            | 39,4            | 37,2            | 32,2            | 28,3            | 24,4            | 40,6            |
| Середній максимум, °C                                      | 8,9             | 11,7            | 16,1            | 21,7            | 25,6            | 29,4            | 31,1            | 31,1            | 27,8            | 22,2            | 16,1            | 10,0            | 21,0            |
| Середній мінімум, °C                                       | −3,3            | −1,7            | 2,2             | 6,7             | 11,7            | 16,7            | 18,9            | 18,3            | 14,4            | 7,2             | 2,2             | −1,7            | 7,7             |
| Абсолютний мінімум, °C                                     | −26,7           | −25,6           | −16,7           | −5,6            | −1,7            | 2,2             | 8,9             | 8,9             | −1,7            | −5              | −12,8           | −19,4           | −26,7           |
| Норма опадів, мм                                           | 135             | 130             | 122             | 118             | 120             | 107             | 126             | 96              | 117             | 88              | 123             | 134             | 1416            |
| ---------------------------------------------------------- | --------------- | --------------- | --------------- | --------------- | --------------- | --------------- | --------------- | --------------- | --------------- | --------------- | --------------- | --------------- | --------------- |
| Джерело: The Weather Channel (Historical Monthly Averages) |                 |                 |                 |                 |                 |                 |                 |                 |                 |                 |                 |                 |                 |

## Демографія
Згідно з переписом 2010 року, у місті мешкало 13 458 осіб у 5704 домогосподарствах у складі 3498 родин. Густота населення становила 372 особи/км².  Було 6370 помешкань (176/км²).
Расовий склад населення:
| - 84,5 % — білих - 8,1 % — чорних або афроамериканців - 1,6 % — азіатів - 0,3 % — корінних американців - 2,4 % — осіб інших рас |

До двох чи більше рас належало 3,0 %. Частка іспаномовних становила 5,3 % від усіх жителів.
За віковим діапазоном населення розподілялося таким чином: 22,7 % — особи молодші 18 років, 60,0 % — особи у віці 18—64 років, 17,3 % — особи у віці 65 років та старші. Медіана віку мешканця становила 39,1 року. На 100 осіб жіночої статі у місті припадало 86,8 чоловіків;  на 100 жінок у віці від 18 років та старших — 81,7 чоловіків також старших 18 років.
Середній дохід на одне домашнє господарство  становив 42 397 доларів США (медіана — 30 167), а середній дохід на одну сім'ю — 52 221 долар (медіана — 44 717). Медіана доходів становила 37 955 доларів для чоловіків та 29 563 долари для жінок. За межею бідності перебувало 29,2 % осіб, у тому числі 40,1 % дітей у віці до 18 років та 16,6 % осіб у віці 65 років та старших.
Цивільне працевлаштоване населення становило 5359 осіб. Основні галузі зайнятості: виробництво — 26,3 %, освіта, охорона здоров'я та соціальна допомога — 22,6 %, роздрібна торгівля — 10,9 %, мистецтво, розваги та відпочинок — 8,0 %.